# Challes-la-Montagne
Challes-la-Montagne es una comuna francesa situada en el departamento de Ain, de la región de Auvernia-Ródano-Alpes. Pertenece a la comunidad de comunas Rives de l'Ain - Pays du Cerdon.

## Demografía
| 193 | 169 | 135 | 169 | 193 | 200 | 189 | 181 | 192 |
| Para los censos de 1962 a 1999 la población legal corresponde a la población sin duplicidades (Fuente: INSEE [Consultar]) |     |     |     |     |     |     |     |     |